# Humanistas Internacional
A Humanistas Internacional (em inglês, Humanists International, anteriormente conhecida como União Internacional Ética e Humanista, ou IHEU) é uma organização guarda-chuva que abraça organizações humanistas, ateístas, racionalistas, secularistas, céticas, de livre-pensamento e de Cultura Ética no mundo todo. Fundada em Amsterdã em 1952, a Humanistas Internacional é uma união democrática de mais de 160 organizações-membro e tem presença regional na África, Américas, Ásia e Europas.
A única organização brasileira associada é a Liga Humanista Secular do Brasil (LiHS).
Julian Huxley (o primeiro diretor da UNESCO) presidiu o Congresso fundador da organização.
Em 2002, a assembleia geral adotou unanimemente a Declaração de Amsterdã 2002, que representa a definição oficial do Humanismo Mundial. O Humano Feliz é o símbolo oficial da Humanistas Internacional.

## Declaração Mínima
Todas as organizações-membro da União Internacional Ética e Humanista devem, segundo o estatuto da IHEU, aceitar a Declaração Mínima da IHEU sobre o humanismo:

O humanismo é uma filosofia de vida democrática e ética, que afirma que os seres humanos tem o direito e a responsabilidade de dar significado e forma a suas próprias vidas. Ele defende a construção de uma sociedade mais humana através da ética baseada em valores humanos e outros valores naturais no espírito da razão e livre investigação por meio das capacidades humanas. Não é teísta, e não aceita visões sobrenaturais da realidade.

## Ligações Externas
- «Página oficial da Humanists International»
- «Portal da LiHS»